# 三菱電機プレゼンツ 鈴木亮平 Going Up
『三菱電機プレゼンツ 鈴木亮平 Going Up』（みつびしでんきプレゼンツ すずきりょうへい ゴーイングアップ）は、ニッポン放送で2016年10月1日から2021年9月25日まで放送されていたスポーツトーク番組。

## 概要
この番組では2020年の東京パラリンピックを控えて、俳優の鈴木亮平が、主に車椅子バスケットボールを取り上げるとともに、障がい者スポーツを体験することによって、「『共生社会』の必要性」を訴えると共に、「『共生社会』の創出」に向けて、リスナーや市民に対して、「広く参加を呼びかけ、その輪を広げていく」ものであった。
同番組は2015年度のナイターオフに放送されていた「チャレンジアスリート・サタデータイム 三菱電機 車椅子バスケットボールスピリッツ」の続編で、NRN基幹局を中心とした全国11局ネット番組としたうえでの通年放送となり、左記番組のパーソナリティーを務めていた新行がアシスタントとして続投した。また車椅子バスケットを含めて、パラリピアンを目指すアスリートへのインタビューコーナーもあった（基本は各ゲストにつき前後編2回）。
なお三菱電機は東京五輪・パラ五輪において、エレベーター・エスカレーター・ムービングウォークの部門においてのオフィシャルパートナーとして協賛することになり、これをきっかけに日本障がい者スポーツ協会、並びに日本車いすバスケットボール連盟とも協賛契約を結んでおり、この番組への単独協賛も、この趣旨に賛同したものであった。同番組の開始に合わせ、ニッポン放送と三菱電機の共同企画「三菱電機Going upキャンペーン 全国キャラバン」を展開。この番組をネットする全国のNRN基幹系列各局を中心として、各地のイベント会場で、車いすバスケットボールについての啓蒙活動や、車いすバスケットボールの体験会、当番組の公開収録・生放送などを展開し、2020年までに全国47都道府県での開催を目指す、としていた。

## 出演者

### パーソナリティ
- 鈴木亮平

### アシスタント
- 新行市佳（ニッポン放送アナウンサー）

### 過去のアシスタント
- 坂本梨紗

## ネット局
放送時間の早い順に記載

### 放送終了時点でのネット局
| 放送対象地域 | 放送局                | 放送日時           | 時差    | 備考  |
| ------------ | --------------------- | ------------------ | ------- | ----- |
| 関東広域圏   | ニッポン放送          | 土曜 22:00 - 22:30 | 制作局  | [ 4 ] |
| 近畿広域圏   | 朝日放送ラジオ（ABC） | 日曜 12:30 - 13:00 | 1日遅れ | [ 5 ] |
| 鹿児島県     | 南日本放送（MBC）     | 日曜 17:00 - 17:30 | 1日遅れ |       |

### 過去のネット局
以下の局での放送は、2020年9月26日または27日の放送を以って打ち切られている。
| 放送対象地域 | 放送局              | 放送日時           | 時差          | 備考  |
| ------------ | ------------------- | ------------------ | ------------- | ----- |
| 中京広域圏   | 東海ラジオ（SF）    | 土曜 12:00 - 12:30 | 10時間先行    |       |
| 岡山県       | 山陽放送（RSK）     | 土曜 16:30 - 17:00 | 5時間30分先行 |       |
| 石川県       | 北陸放送（MRO）     | 土曜 17:00 - 17:30 | 5時間先行     |       |
| 福岡県       | 九州朝日放送（KBC） | 日曜 8:30 - 9:00   | 1日遅れ       |       |
| 宮城県       | 東北放送（TBC）     | 日曜 12:30 - 13:00 | 1日遅れ       |       |
| 広島県       | 中国放送（RCC）     | 日曜 17:00 - 17:30 | 1日遅れ       | [ 6 ] |
| 北海道       | STVラジオ           | 日曜 17:30 - 18:00 | 1日遅れ       | [ 7 ] |

## 特別番組
- 鈴木亮平 Going Up 増刊号[8]

2018年11月23日（16:00 - 17:00）に「ニッポン放送ホリデースペシャル」として、同年8月31日、9月7日放送予定分であった、NPO法人パラフォト代表の佐々木延江との対談メインで構成
サブパーソナリティは新行が担当
- 鈴木亮平 Going Up PLUS

2018年12月28日（16:00 - 17:30）に「ニッポン放送イヤーエンドスペシャル」として、同年8月11日放送予定分であった、パラバレーボール協会会長の真野嘉久とシッティングバレーボール女子日本代表の齊藤洋子と同年10月27日、11月3日放送予定分であった、パラサイクリング、平昌パラリンピックアルペンスキー男子立位元代表の小池岳太の対談メインで構成
サブパーソナリティは新行が担当
2019年12月30日（14:00 - 16:00）に「ニッポン放送イヤーエンドスペシャル」として、同年10月12日放送分であった、日本パラリンピアンズ協会会長の河合純一、同年8月24日放送予定分ウィルチェアーラグビー日本代表 池透暢、11月16日放送予定分車いすバスケットボール女子日本代表の網本真里の対談インタビューで構成
- 鈴木亮平 Going Up プラス

2020年11月15日（19:00 - 20:00）に『SPECIAL BOX』枠として、同年6月27日放送分であった、ウィルチェアーラグビーオフィシャルアンバサダー、元ラグビー日本代表の廣瀬俊朗と同年7月11日放送分であった、車いすテニスの船水梓緒里の対談インタビューで構成
2021年1月2日（13:00 - 15:30）に「ニッポン放送ニューイヤースペシャル」として、2020年月日放送分であった、の対談インタビューで構成